# Tůň u Kostelan
Tůň u Kostelan je přírodní památka jihovýchodně od obce Kostelany nad Moravou v okrese Uherské Hradiště. Důvodem ochrany je zachování významného mokřadního biotopu, jedné z posledních lokalit kotvice plovoucí (Trapa natans) na okrese Uherské Hradiště.